# Viorel Matei
Viorel Matei (n. 9 august 1949) este un fost senator român în legislatura 2000-2004 ales în județul Timiș pe listele partidului PDSR iar din iunie 2001 a devenit membru PSD. În cadrul activității sale parlamentare, Viorel Matei a fost membru în grupurile parlamentare de prietenie cu Ungaria, Republica Socialistă Vietnam și Republica Ecuador. Senatorul Viorel Matei a înregistrat 33 de luări de cuvânt în 24 de ședințe parlamentare și a inițiat 21 de propuneri legislative din care 9 au fost promulgate legi. Senatorul Viorel Matei a fost membru în comisia pentru agricultură, silvicultură și dezvoltare rurală. S-a stins din viață la vârsta de 72 ani, luni 18.07.2022.